# Яїр Крайдман
Яїр Крайдман (нар. 1 листопада 1932) – ізраїльський шахіст, гросмейстер від 1976 року.

## Шахова кар'єра
Упродовж багатьох років належав до чільної когорти ізраїльських шахістів. У 1958 - 1976 роках виступив на всіх десяти шахових олімпіадах, які відбулись у цей період (зокрема один раз на 1-й шахівниці), найбільшого успіху в особистому заліку досягнувши 1968 року в Лугано, де здобув срібну медаль на 3-й шахівниці. Загалом на олімпіадах зіграв 132 партії, в яких набрав 79½ очок. 2004 року в складі збірної Ізраїлю взяв участь у 1-му командному чемпіонаті світу серед ветеранів (гравців старших 60 років), виборовши золоту медаль.
Досягнув багатьох успіхів на міжнародних турнірах, зокрема:
- поділив 2-ге місце в Тель-Авіві (1966, позаду Светозара Глігорича, разом з Александаром Матановичем),
- поділив 2-ге місце в Нетаньї (1975, позаду Яна Тіммана, разом з Володимиром Ліберзоном),
- поділив 1-ше місце в Беер-Шеві (1976, разом з Володимиром Ліберзоном),
- посів 3-тє місце в Рамат-га-Шароні (1979, позаду Якова Мурея і Амікама Бальшама),
- поділив 2-ге місце в Лондоні (1988, позаду Юдіт Полгар, разом з Майклом Геннігеном),
- посів 5-те місце в Гріскірхені (1998, чемпіонат світу серед ветеранів, позаду Володимира Багірова, Вольфганга Ульманна, Борислава Івкова і Олега Чернікова)[3].

Найвищий рейтинг Ело в кар'єрі мав станом на 1 січня 1977 року, досягнувши 2475 очок займав тоді 4-те місце серед ізраїльських шахістів.

## Зміни рейтингу
| На цьому місці має відображатися графік чи діаграма, однак з технічних причин його відображення наразі вимкнено. Будь ласка, не видаляйте код, який викликає це повідомлення. Розробники вже працюють для того, щоби відновити штатне функціонування цього графіка або діаграми. | |
| | На цьому місці має відображатися графік чи діаграма, однак з технічних причин його відображення наразі вимкнено. Будь ласка, не видаляйте код, який викликає це повідомлення. Розробники вже працюють для того, щоби відновити штатне функціонування цього графіка або діаграми. |